# Villebahn 20 und 21
Die normalspurigen Tenderlokomotiven Villebahn 20 und 21 waren von der Firma Henschel in Kassel hergestellte Industrielokomotiven der Bauart E h2t. Sie wurden mit den Fabriknummern 24822 und 25014 1942 und 1943 hergestellt und auf der zur Roddergrube gehörenden Villebahn zwischen Kalscheuren und Chemiepark Knapsack eingesetzt.
Die Lokomotiven waren lediglich bis 1959 in Betrieb und wurden anschließend verschrottet.

## Geschichte
Die Lokomotiven entstanden während des Zweiten Weltkrieges und waren zu dieser Zeit die schwersten auf deutschen Bahnen eingesetzten E-Tenderlokomotiven. Vom Reibungsgewicht wurden die Lokomotiven nur von der DR-Baureihe 96 übertroffen.
Offensichtlich waren die Anforderungen an die Transportkapazitäten der Villebahn entsprechend hoch eingestuft, dass während der Zeit der Kriegslokomotiven eine derartige Lokomotive mitten im Krieg gebaut werden konnte. Die Villebahn war ungefähr 8 Kilometer lang, besaß Steigungen bis 25 ‰, war sehr kurvenreich und besaß 15 Wegübergänge. Während der Zeit verkehrten über 40 Züge auf der Kohlebahn täglich. Die großen Fünfkuppler waren bis zum Kriegsende unterwegs. Bezeichnet wurden sie anfangs als Nummer 11 und 12, zum Kriegsende wurden sie zu 20 und 21 umgezeichnet. Die Lokomotive 21 erhielt 1944 durch einen Bombentreffer auf der Vereinigte Ville schwerste Beschädigungen. Dabei wurde der Kessel längs verbogen, lediglich der Barrenrahmen zeigte sich intakt.
Die Lokomotive wurde bei Henschel instand gesetzt und 1946 dem Betrieb wieder übergeben. Ab 1955 konnten sie ihre Höchstgeschwindigkeit von 45 km/h auf der Villebahn ausfahren, die Streckengeschwindigkeit betrug bis dahin 15 km/h. Bald wurde die Strecke elektrifiziert und die beiden Lokomotiven wurden von der Baureihe EL 2 abgelöst. Die Lokomotiven wurden bis 1959 ausgemustert und verschrottet.

## Konstruktion
Die Lokomotiven wirkten wuchtig, was besonders durch den großen Kesseldurchmesser, die starke Treibstange, die geschwächten äußeren Kuppelstangen und den angedeuteten Caledonian-Schornstein ausgedrückt wurde. Aufgebaut auf einem Barrenrahmen, waren die drei inneren Treibachsen fest in ihm gelagert. Die erste Kuppelachse erhielt eine Seitenverschiebbarkeit von ±50 mm, die fünfte ±30 mm. Die Spurkränze der dritten Achse waren um 15 mm geschwächt, sodass die Lok eine zugelassenen Kurvenradius von 140 m besaß.
Der Kessel der Lok besaß Dimensionen, die nur flache Dome, Schornstein und Sanddome erlaubten. Die technischen Werte wurden damals von keiner anderen E-Tenderlok in Deutschland erreicht. Das hatte auch die hohe Achslast von 20,7 t zur Folge, die lediglich von der DR 18 201 und der DB-Baureihe 10 überboten wurden. Sie gehörten zur Henschel-Type Eh 950, damit wurde die Leistung der Lok zum Ausdruck gebracht. Dieser relativ niedrige Wert war eine Folge davon, dass die Loks mit Feuerung von Braunkohle betrieben wurde. Um schwere Lasten auf Steigungsstrecken mit geringen Geschwindigkeiten sicher zu beherrschen, waren bei den Loks zwei Sandkästen installiert, von denen aus alle Räder von vorn und hinten gesandet werden konnten. Die Lok besaß zwei Luftpumpen, sie waren jeweils links und rechts neben der Rauchkammer angeordnet. Die beiden Einpolterungen zum Aufstieg auf die Wasserkästen wurden rechts (auf Grund geringerer Unfallgefahr) in der Stirnwand derselben, links in der Seitenwand der Wasserkästen eingelassen.